# Valea Fântânei
Valea Fântânei – wieś w Rumunii, w okręgu Buzău, w gminie Odăile. W 2011 roku liczyła 156 mieszkańców.